# Nati nel 1802
| Questa pagina contiene informazioni ricavate automaticamente dalle voci biografiche con l'ausilio del template Bio e di un bot. L'aggiornamento è periodico e automatico e ricostruisce completamente la pagina. Se manca una persona in questa lista, sei pregato di non aggiungerla, ma accertati piuttosto che la sua voce biografica contenga il template Bio e che i dati anagrafici siano correttamente compilati. Se il template Bio manca, inseriscilo tu stesso o, in alternativa, metti l'avviso {{tmp\|Bio}} che ne segnala la mancanza. Se i dati riportati sono sbagliati, correggi direttamente la voce biografica; le modifiche saranno visibili in questa lista entro pochi giorni. Per chiarimenti vedi il progetto biografie. La lista contiene solo le 354 persone che sono citate nell'enciclopedia e per le quali è stato implementato correttamente il template Bio. Pagina aggiornata al 18 ago 2025. |

## Gennaio(20)
- 1º gennaio - Francesco Longo, patriota e politico italiano († 1869)
- 1º gennaio - Salvatore Riva, politico italiano († 1875)
- 2 gennaio - Antonio Giuseppe Gattino, politico italiano († 1853)
- 3 gennaio - Félix Dupanloup, vescovo cattolico francese († 1878)
- 4 gennaio - Paul de Noailles, nobile e storico francese († 1885)
- 6 gennaio - Giovanni Gabriele Perboyre, presbitero e missionario francese († 1840)
- 10 gennaio - Carlo Ghega, ingegnere italiano († 1860)
- 11 gennaio - Christian Friedrich Wilhelm Roller, psichiatra tedesco († 1878)
- 14 gennaio - Friedrich Fueter, politico svizzero († 1858)
- 14 gennaio - Léon Halévy, drammaturgo, storico e giornalista francese († 1883)
- 16 gennaio - Friedrich Julius Stahl, giurista tedesco († 1861)
- 19 gennaio - Giuseppe Ferrario, medico e statistico italiano († 1870)
- 19 gennaio - Sylvain Van de Weyer, politico belga († 1874)
- 21 gennaio - Karl Borromäus Philipp zu Schwarzenberg, politico e militare austriaco († 1858)
- 22 gennaio - Richard Upjohn, architetto britannico († 1878)
- 26 gennaio - Casimir Lefaucheux, inventore francese († 1852)
- 26 gennaio - Vincenza Maria Poloni, religiosa italiana († 1855)
- 27 gennaio - Guglielmo Audisio, presbitero, storico e scrittore italiano († 1882)
- 29 gennaio - Nathaniel Jarvis Wyeth, inventore e esploratore statunitense († 1856)
- 31 gennaio - Jan van Speijk, militare olandese († 1831)

## Febbraio(31)
- 2 febbraio - Jean Baptiste Boussingault, chimico e agronomo francese († 1887)
- 4 febbraio - Carl Heinrich Ebermaier, botanico e medico tedesco († 1870)
- 5 febbraio - Jean-Jacques Uhrich, generale francese († 1886)
- 6 febbraio - Charles Wheatstone, fisico e inventore britannico († 1875)
- 7 febbraio - Werner VIII von Alvensleben, politico prussiano († 1877)
- 8 febbraio - Étienne-Théodore Cuenot, vescovo cattolico francese († 1861)
- 9 febbraio - Étienne Arago, politico e commediografo francese († 1892)
- 9 febbraio - Carlo Conti, matematico italiano († 1849)
- 11 febbraio - Lydia Maria Child, scrittrice statunitense († 1880)
- 12 febbraio - Francesco Pellico, presbitero italiano († 1884)
- 12 febbraio - Pietro Vannoni, medico italiano († 1876)
- 12 febbraio - Valentin Veigl von Kriegeslohn, generale austriaco († 1863)
- 13 febbraio - Lorenzo Ceppi, magistrato, funzionario e politico italiano († 1872)
- 14 febbraio - Francesco Ronzani, architetto italiano († 1869)
- 14 febbraio - Józef Bohdan Zaleski, poeta polacco († 1886)
- 15 febbraio - Faustino Malaguti, chimico italiano († 1878)
- 15 febbraio - Giovanni Battista Scapaccino, carabiniere italiano († 1834)
- 15 febbraio - James St Clair-Erskine, III conte di Rosslyn, generale e politico scozzese († 1866)
- 16 febbraio - Phineas Quimby, filosofo statunitense († 1866)
- 18 febbraio - Adolphus FitzClarence, nobile e ufficiale inglese († 1856)
- 18 febbraio - Gustave Leberecht Flügel, orientalista e arabista tedesco († 1870)
- 19 febbraio - Wilhelm Matthias Naeff, avvocato e politico svizzero († 1881)
- 20 febbraio - Charles Auguste de Bériot, violinista e compositore belga († 1870)
- 23 febbraio - Luigi Cibrario, storico, numismatico e magistrato italiano († 1870)
- 25 febbraio - Francesco di Paola del Liechtenstein, principe e generale austriaco († 1887)
- 26 febbraio - Victor Hugo, scrittore, poeta e drammaturgo francese († 1885)
- 27 febbraio - Joseph Aibl, editore musicale e litografo tedesco († 1834)
- 27 febbraio - Giuseppe Cardoni, arcivescovo cattolico e funzionario italiano († 1873)
- 27 febbraio - Lord George Bentinck, politico britannico († 1848)
- 27 febbraio - Elisabetta Alessandrina di Württemberg, principessa († 1864)
- 28 febbraio - Ernst Christian Walz, filologo classico e grecista tedesco († 1857)

## Marzo(22)
- 2 marzo - Felice Argenti, patriota italiano († 1861)
- 3 marzo - Adolphe Nourrit, tenore francese († 1839)
- 4 marzo - Giandomenico Nardo, naturalista italiano († 1877)
- 5 marzo - Antonio Tarlazzi, presbitero e storico italiano († 1888)
- 6 marzo - Antonio Papadopoli, letterato e mecenate italiano († 1844)
- 6 marzo - Andrej Stackenschneider, architetto russo († 1865)
- 7 marzo - Edwin Landseer, pittore e scultore britannico († 1873)
- 11 marzo - Heinrich Jakob Fried, pittore tedesco († 1870)
- 13 marzo - Friedrich Georg von Bunge, storico tedesco († 1897)
- 14 marzo - Manuel García Gil, arcivescovo cattolico e cardinale spagnolo († 1881)
- 15 marzo - Rodolfo Gabrielli di Montevecchio, generale italiano († 1855)
- 15 marzo - Antonio Matteucci, cardinale italiano († 1866)
- 18 marzo - Alfred-Auguste Cuvillier-Fleury, storico e critico letterario francese († 1887)
- 24 marzo - Alois Josef Schrenk, nobile e arcivescovo cattolico ceco († 1849)
- 27 marzo - Vincenzo Pinali, medico italiano († 1875)
- 27 marzo - Charles-Mathias Simons, politico lussemburghese († 1874)
- 28 marzo - Vincenzo Salvagnoli, giurista e politico italiano († 1861)
- 29 marzo - Jean Louis Auguste Commerson, aforista, drammaturgo e giornalista francese († 1879)
- 29 marzo - Johann Moritz Rugendas, pittore tedesco († 1858)
- 29 marzo - Camillo Versari, medico, patologo e patriota italiano († 1880)
- 30 marzo - Luigi Randanini, commediografo italiano († 1866)
- 30 marzo - Rudolf Kinsky von Wchinitz und Tettau, principe († 1836)

## Aprile(25)
- 1º aprile - Hubert Ries, violinista e compositore tedesco († 1886)
- 2 aprile - Filippo Canuti, patriota italiano († 1866)
- 2 aprile - Nicola Nacciarone, pianista, docente e compositore italiano († 1876)
- 4 aprile - Dorothea Dix, attivista statunitense († 1887)
- 6 aprile - Angelo Fusinato, vescovo cattolico italiano († 1854)
- 6 aprile - Thomas Walker Gilmer, politico e statistico statunitense († 1844)
- 6 aprile - Theodor Willem Johannes Juynboll, teologo e filologo olandese († 1861)
- 6 aprile - Germano Malinverni, politico italiano († 1887)
- 8 aprile - Gheorghe Magheru, rivoluzionario e generale rumeno († 1880)
- 9 aprile - Elias Lönnrot, filologo, medico e botanico finlandese († 1884)
- 11 aprile - Adolphe Hercule de Graslin, entomologo francese († 1882)
- 12 aprile - Édouard Desplechin, scenografo francese († 1871)
- 12 aprile - François Libermann, presbitero francese († 1852)
- 13 aprile - Leopold Fitzinger, zoologo austriaco († 1884)
- 13 aprile - Elizaveta Petrovna Konovnicyna, nobildonna russa († 1867)
- 14 aprile - George Baillie-Hamilton, X conte di Haddington, politico scozzese († 1870)
- 14 aprile - Giuseppe Onorio Marzuttini, teologo italiano († 1849)
- 15 aprile - Pietro Bagatti Valsecchi, pittore e miniaturista italiano († 1864)
- 16 aprile - Eugène Flachat, ingegnere francese († 1873)
- 17 aprile - Celeste Menotti, patriota italiano († 1876)
- 18 aprile - Francesco Saverio Briganti, medico e naturalista italiano († 1865)
- 18 aprile - George Howard, VII conte di Carlisle, nobile, politico e poeta britannico († 1864)
- 22 aprile - Jurij Venelin, slavista e etnografo russo († 1839)
- 25 aprile - Letizia Murat, socialite francese († 1859)
- 27 aprile - Louis Niedermeyer, compositore e insegnante svizzero († 1861)

## Maggio(28)
- 1º maggio - Jean-Baptiste Noulet, archeologo, naturalista e geologo francese († 1890)
- 2 maggio - Heinrich Gustav Magnus, chimico e fisico tedesco († 1870)
- 3 maggio - Enrico Mayer, pedagogista e scrittore italiano († 1877)
- 4 maggio - Luigi Magrini, fisico italiano († 1868)
- 7 maggio - Vincenzo di Bartolo, navigatore italiano († 1849)
- 7 maggio - Rodolfo Sutermeister, filosofo svizzero († 1868)
- 8 maggio - Angelo Bongiovanni di Castelborgo, generale italiano († 1862)
- 8 maggio - Jakob Josef Jauch, presbitero, poeta e compositore svizzero († 1859)
- 11 maggio - Giuseppe Andrea Bizzarri, cardinale e arcivescovo cattolico italiano († 1877)
- 11 maggio - Alessandro Corticelli, medico e fisiologo italiano († 1873)
- 12 maggio - Jean-Baptiste Henri Lacordaire, religioso, giornalista e politico francese († 1861)
- 14 maggio - Carlo Caccia Dominioni, vescovo cattolico italiano († 1866)
- 14 maggio - Frédéric Jules Sichel, medico e entomologo tedesco († 1868)
- 15 maggio - Isaac Ridgeway Trimble, generale statunitense († 1888)
- 16 maggio - Gaetano Nava, compositore italiano († 1875)
- 17 maggio - Miguel de San Román, politico peruviano († 1863)
- 17 maggio - Louis Vivien de Saint-Martin, cartografo, geografo e storico francese († 1896)
- 20 maggio - Emma di Anhalt-Bernburg-Schaumburg-Hoym, principessa tedesca († 1858)
- 21 maggio - Vincenzo Niutta, magistrato e giurista italiano († 1867)
- 22 maggio - Heinrich Gustav Hotho, filosofo e storico dell'arte tedesco († 1873)
- 22 maggio - Louis-René Niol, generale francese († 1868)
- 25 maggio - Johann Friedrich von Brandt, naturalista tedesco († 1879)
- 26 maggio - Giuseppe Jacquemoud, magistrato e politico italiano († 1863)
- 26 maggio - Karl Ferdinand Ranke, filologo classico, grecista e biografo tedesco († 1876)
- 27 maggio - Francesco La Grassa, organaro italiano († 1868)
- 28 maggio - Martin Disteli, pittore e vignettista svizzero († 1844)
- 31 maggio - Ira Harris, politico statunitense († 1875)
- 31 maggio - Cesare Pugni, compositore italiano († 1870)

## Giugno(18)
- 1º giugno - Francesco Ferragni, avvocato, scrittore e patriota italiano († 1861)
- 1º giugno - Charles Lenormant, archeologo, numismatico e egittologo francese († 1859)
- 1º giugno - Cesare Trabucco, magistrato e politico italiano († 1888)
- 2 giugno - Michail Vasil'evič Paškov, generale russo († 1863)
- 2 giugno - Luigi Scozia di Calliano, generale italiano († 1877)
- 2 giugno - Francesco Antonio Turati, imprenditore, filantropo e nobile italiano († 1873)
- 2 giugno - Arend Friedrich August Wiegmann, zoologo tedesco († 1841)
- 3 giugno - Amelia Sarteschi Calani Carletti, poetessa italiana († 1856)
- 7 giugno - Hermann Mayer Salomon Goldschmidt, astronomo e pittore tedesco († 1866)
- 10 giugno - Luigi Marchesani, medico e storico italiano († 1870)
- 18 giugno - Auguste Migette, pittore e disegnatore francese († 1884)
- 20 giugno - Ferdinando Maffei di Boglio, generale italiano († 1856)
- 22 giugno - Émile de Girardin, giornalista, editore e commediografo francese († 1881)
- 24 giugno - Date Munehiro, scrittore e storico giapponese († 1877)
- 24 giugno - Rudolf Müller, pittore svizzero († 1885)
- 24 giugno - Giovanni Battista Spangher, patriota, politico e giudice italiano († 1852)
- 30 giugno - Benjamin Fitzpatrick, politico statunitense († 1869)
- 30 giugno - Livio Zambeccari, patriota italiano († 1862)

## Luglio(22)
- 1º luglio - Alberto Montecuccoli-Laderchi, politico e diplomatico austriaco († 1852)
- 1º luglio - Gideon Welles, politico e giornalista statunitense († 1878)
- 2 luglio - Caroline Massin, bibliotecaria francese († 1877)
- 4 luglio - Josef Labitzki, compositore, violinista e direttore d'orchestra boemo († 1881)
- 4 luglio - Romualdo Tecco, diplomatico italiano († 1867)
- 5 luglio - Pavel Stepanovič Nachimov, ammiraglio russo († 1855)
- 9 luglio - Thomas Davenport, inventore statunitense († 1851)
- 12 luglio - Francesco Bruni, vescovo cattolico italiano († 1863)
- 12 luglio - Francesco Coghetti, pittore italiano († 1875)
- 16 luglio - Elia Della Croce, politico italiano († 1876)
- 18 luglio - Pietro Ripari, patriota e medico italiano († 1885)
- 19 luglio - Giustino Quadrari, presbitero, filologo e archeologo italiano († 1871)
- 19 luglio - Egor Petrovič Tolstoj, militare e politico russo († 1874)
- 21 luglio - David Hunter, generale statunitense († 1886)
- 22 luglio - Giuseppe Magagnini, compositore italiano († 1885)
- 23 luglio - Manuel María Lombardini, politico e generale messicano († 1853)
- 24 luglio - Alexandre Dumas padre, scrittore e drammaturgo francese († 1870)
- 25 luglio - Eliza Foster, scrittrice e traduttrice inglese († 1888)
- 26 luglio - Mariano Arista, politico e generale messicano († 1855)
- 30 luglio - Silvestro Boito, pittore e miniaturista italiano († 1856)
- 31 luglio - Ignacy Domeyko, geologo e mineralogista polacco († 1889)
- 31 luglio - Benedikt Waldeck, politico tedesco († 1870)

## Agosto(29)
- 1º agosto - Angelo Borbonese, nobile italiano († 1871)
- 1º agosto - Jacob P. Chamberlain, agricoltore, mercante e politico statunitense († 1878)
- 2 agosto - Nicholas Patrick Stephen Wiseman, cardinale, arcivescovo cattolico e orientalista britannico († 1865)
- 5 agosto - Niels Henrik Abel, matematico norvegese († 1829)
- 5 agosto - Eliakim Carmoly, ebraista francese († 1875)
- 7 agosto - Germain Hess, chimico svizzero († 1850)
- 7 agosto - Joseph Whitaker, imprenditore britannico († 1884)
- 10 agosto - Gaspare Ordoño de Rosales, patriota italiano († 1887)
- 10 agosto - Lorenzo Toncini, pittore italiano († 1884)
- 11 agosto - Amalia Brugnoli, ballerina italiana († 1892)
- 11 agosto - Pieter Otto van der Chijs, numismatico olandese († 1867)
- 13 agosto - Nikolaus Lenau, poeta austriaco († 1850)
- 14 agosto - Fabio Maria Asquini, cardinale e patriarca cattolico italiano († 1878)
- 14 agosto - Bernardino Branca, imprenditore italiano († 1886)
- 14 agosto - Letitia Elizabeth Landon, scrittrice e poetessa inglese († 1838)
- 15 agosto - Jean Antoine Théodore de Gudin, pittore francese († 1880)
- 16 agosto - Camillo Pucci, pittore italiano († 1869)
- 19 agosto - Stephan Schulzer von Müggenburg, micologo ungherese († 1892)
- 20 agosto - Federico Guglielmo d'Assia, sovrano tedesco († 1875)
- 22 agosto - Charles Félix Marie Texier, archeologo e architetto francese († 1871)
- 24 agosto - Adolphe Bartels, giornalista e scrittore belga († 1862)
- 26 agosto - Placido Fabris, pittore italiano († 1859)
- 27 agosto - Alessandro Poerio, patriota e poeta italiano († 1848)
- 28 agosto - Thomas Aird, poeta e giornalista scozzese († 1876)
- 28 agosto - Hermann Askan Demme, medico tedesco († 1867)
- 28 agosto - Angelo Quaglia, cardinale italiano († 1872)
- 28 agosto - Karl Simrock, poeta e scrittore tedesco († 1876)
- 31 agosto - Husein Gradaščević, militare bosniaco († 1834)
- 31 agosto - Karl von Urban, militare austriaco († 1877)

## Settembre(20)
- 4 settembre - Marcus Whitman, medico e missionario statunitense († 1847)
- 5 settembre - Modestino di Gesù e Maria, presbitero italiano († 1854)
- 5 settembre - Frederick Oakeley, scrittore e presbitero inglese († 1880)
- 6 settembre - Alcide Dessalines d'Orbigny, naturalista francese († 1857)
- 9 settembre - Giuseppe Panattoni, avvocato e politico italiano († 1874)
- 9 settembre - Anne-Édouard-Louis-Joseph de Montmorency, nobile francese († 1878)
- 11 settembre - Carlo Corradino Chigi, militare e politico italiano († 1881)
- 13 settembre - Arnold Ruge, filosofo e scrittore tedesco († 1880)
- 15 settembre - Harriet Martineau, scrittrice, giornalista e filosofa britannica († 1876)
- 16 settembre - Eduard Barth, pittore, incisore e litografo tedesco († 1843)
- 19 settembre - Stefano Gallina, magistrato e politico italiano († 1867)
- 19 settembre - Lajos Kossuth, politico e rivoluzionario ungherese († 1894)
- 20 settembre - Luigi Augusto di Anhalt-Köthen, sovrano († 1818)
- 21 settembre - Felice Scifoni, scrittore, patriota e notaio italiano († 1883)
- 23 settembre - Carl Hasenpflug, pittore tedesco († 1858)
- 23 settembre - Carlo Macchi, vescovo cattolico italiano († 1873)
- 28 settembre - Costantino di Löwenstein-Wertheim-Rosenberg, nobile tedesco († 1838)
- 28 settembre - Saverio Griffini, generale e patriota italiano († 1884)
- 30 settembre - Antoine Jérôme Balard, chimico francese († 1876)
- 30 settembre - Adolphe de Leuven, drammaturgo e librettista francese († 1884)

## Ottobre(28)
- 1º ottobre - Edward Coote Pinkney, poeta, giornalista e marinaio statunitense († 1828)
- 2 ottobre - Luigi Cochetti, pittore italiano († 1884)
- 2 ottobre - Maria Luisa Carlotta di Borbone-Parma, principessa italiana († 1857)
- 2 ottobre - Édouard Ménétries, entomologo e naturalista francese († 1861)
- 2 ottobre - Pierviviano Zecchini, scrittore italiano († 1882)
- 4 ottobre - Adolphe Niel, generale francese († 1869)
- 5 ottobre - Giovanni Maria Allodi, religioso, teologo e storiografo italiano († 1884)
- 5 ottobre - Andreas Faye, presbitero e storico norvegese († 1869)
- 6 ottobre - James Bunstone Bunning, architetto britannico († 1863)
- 7 ottobre - Bernhard Molique, violinista e compositore tedesco († 1869)
- 8 ottobre - Brigida Fava Ghisilieri, politica italiana († 1877)
- 9 ottobre - Niccolò Tommaseo, linguista, scrittore e patriota italiano († 1874)
- 10 ottobre - Napoleone Carlo Bonaparte, principe francese († 1807)
- 13 ottobre - Zaccaria Bricito, arcivescovo cattolico italiano († 1851)
- 13 ottobre - Giuseppe Siccardi, giurista e politico italiano († 1857)
- 15 ottobre - Louis Eugène Cavaignac, politico e generale francese († 1857)
- 17 ottobre - Gaetano Moroni, bibliografo italiano († 1883)
- 18 ottobre - Domenico Chelini, presbitero e matematico italiano († 1878)
- 18 ottobre - Joseph Russegger, geologo austriaco († 1863)
- 20 ottobre - Ernst Wilhelm Hengstenberg, teologo tedesco († 1869)
- 20 ottobre - Federico Moja, pittore italiano († 1885)
- 25 ottobre - Joseph-Louis Duc, architetto francese († 1879)
- 25 ottobre - Richard Parkes Bonington, pittore inglese († 1828)
- 26 ottobre - Michele del Portogallo, re portoghese († 1866)
- 28 ottobre - Giuseppe Elia Benza, politico italiano († 1890)
- 28 ottobre - Lorenzo Isnardi, religioso, insegnante e storico italiano († 1863)
- 31 ottobre - Carlotta Napoleona Bonaparte, nobile francese († 1839)
- 31 ottobre - Tommaso Melodia, politico italiano († 1888)

## Novembre(17)
- 2 novembre - Roberto Sava, medico, filosofo e naturalista italiano († 1880)
- 3 novembre - Massimiliano Carlo di Thurn und Taxis, principe († 1871)
- 5 novembre - Julius von Kirchmann, filosofo e giurista tedesco († 1882)
- 7 novembre - Marianna Bottini, compositrice italiana († 1858)
- 8 novembre - Franz Gundaker von Colloredo-Mansfeld, militare e nobile austriaco († 1852)
- 8 novembre - Benjamin Hall, I barone di Llanover, politico e ingegnere britannico († 1867)
- 9 novembre - Marianna Bacinetti, filosofa italiana († 1870)
- 13 novembre - Jean Gailhac, presbitero francese († 1890)
- 13 novembre - Edward Stanley, II barone di Alderley, nobile e politico inglese († 1869)
- 14 novembre - Francesco Cusani, storico, scrittore e traduttore italiano († 1879)
- 14 novembre - August Pott, linguista tedesco († 1887)
- 14 novembre - Irene Ricciardi Capecelatro, poetessa e librettista italiana († 1870)
- 16 novembre - Johann Heinrich Heim, medico e politico svizzero († 1876)
- 16 novembre - Bernard Romain Julien, incisore, litografo e pittore francese († 1871)
- 20 novembre - Giovanni Maria Finazzi, storico e presbitero italiano († 1877)
- 29 novembre - Wilhelm Hauff, scrittore tedesco († 1827)
- 30 novembre - Friedrich Adolf Trendelenburg, filosofo tedesco († 1872)

## Dicembre(32)
- 4 dicembre - Giovanni Buoni, fantino italiano
- 5 dicembre - John Horner, politico statunitense († 1883)
- 5 dicembre - Charles Louis de Maere, imprenditore e compositore belga († 1885)
- 6 dicembre - Paul Émile Botta, archeologo e storico italiano († 1870)
- 6 dicembre - Angelo Brofferio, poeta, politico e drammaturgo italiano († 1866)
- 6 dicembre - Francesco Chiapusso, politico italiano († 1865)
- 8 dicembre - Aleksandr Odoevskij, poeta, scrittore e rivoluzionario russo († 1839)
- 9 dicembre - Friedrich Ruthardt, compositore e oboista tedesco († 1862)
- 10 dicembre - Giuseppe Capparozzo, poeta e religioso italiano († 1848)
- 12 dicembre - James Challis, astronomo, matematico e fisico inglese († 1882)
- 12 dicembre - Robert Templeton, naturalista, entomologo e disegnatore irlandese († 1892)
- 13 dicembre - Joseph Hippolyte Guibert, cardinale, arcivescovo cattolico e religioso francese († 1886)
- 13 dicembre - Charles-Ernest-Édouard Hardy de La Largére, generale francese († 1880)
- 15 dicembre - János Bolyai, matematico ungherese († 1860)
- 15 dicembre - Honoré Théodoric d'Albert di Luynes, numismatico, archeologo e filantropo francese († 1867)
- 16 dicembre - Valentín Alsina, giurista e politico argentino († 1869)
- 17 dicembre - Francesco Carlo d'Asburgo-Lorena, nobile austriaco († 1878)
- 17 dicembre - Silvestro Gherardi, fisico e storico della scienza italiano († 1879)
- 19 dicembre - John Ella, violinista e direttore d'orchestra britannico († 1888)
- 20 dicembre - Amy Post, attivista statunitense († 1889)
- 20 dicembre - Dimitrios Voulgaris, politico greco († 1878)
- 20 dicembre - Ulick de Burgh, I marchese di Clanricarde, politico e ambasciatore inglese († 1874)
- 21 dicembre - Francesco Lucca, editore italiano († 1872)
- 23 dicembre - Sara Coleridge, scrittrice e traduttrice inglese († 1852)
- 23 dicembre - Alexandre Guillet, politico francese († 1873)
- 24 dicembre - André-Michel Guerry, avvocato e statistico francese († 1866)
- 25 dicembre - Ludolf Wienbarg, scrittore tedesco († 1872)
- 27 dicembre - Ėsper Aleksandrovič Belosel'skij-Belozerskij, generale russo († 1846)
- 27 dicembre - Thomas Fearnley, pittore norvegese († 1842)
- 27 dicembre - Johanna von Isser Großrubatscher, disegnatrice austriaca († 1880)
- 28 dicembre - Henry Grey, III conte Grey, politico inglese († 1894)
- 28 dicembre - Théodore Marie Ratisbonne, presbitero francese († 1884)

## Senza giorno specificato(62)
- Giacinto Achilli, teologo e patriota italiano († 1860)
- Maurice Alhoy, giornalista, scrittore e drammaturgo francese († 1856)
- Paolo Anfossi, patriota italiano († 1844)
- Mademoiselle Anaïs, attrice teatrale francese († 1871)
- Leonard Bacon, religioso statunitense († 1881)
- Callisto Balbo Bertone di Sambuy, nobile e generale italiano († 1865)
- Betsy Balcombe, scrittrice inglese († 1871)
- Ettore Borgia, politico italiano († 1892)
- Elias Boudinot, imprenditore statunitense († 1839)
- Joseph Béranger, inventore e imprenditore francese († 1870)
- Auguste Bérard, medico francese († 1846)
- Giovanni Caliari, pittore italiano († 1850)
- Charles-Antoine Cambon, pittore e scenografo francese († 1875)
- Faustino Cannas, politico italiano († 1888)
- Giuseppe Cappelletti, presbitero e storico italiano († 1876)
- Nicola Cirino, giurista e poeta italiano († 1851)
- Boris Artem'evič Čorikov, storico e pittore russo († 1866)
- Francesco Cortese, medico italiano († 1883)
- Reinhard Carl Friedrich von Dalwigk, politico tedesco († 1880)
- Anna De Gregorio, nobile spagnola († 1886)
- Karl Wilhelm Dindorf, filologo classico tedesco († 1883)
- Fanny Eckerlin, mezzosoprano italiano († 1842)
- Joseph Fortuné Théodore Eydoux, naturalista francese († 1841)
- Georges Henri Falck, imprenditore francese († 1885)
- Benoît Fourneyron, ingegnere francese († 1867)
- Juan Galindo, esploratore e archeologo costaricano († 1839)
- Pietro Luigi Gastinelli, politico italiano († 1875)
- Gioacchino II di Costantinopoli, arcivescovo ortodosso greco († 1878)
- Constantin Guys, incisore olandese († 1892)
- Jan Nepomucen Głowacki, pittore polacco († 1847)
- Ion Heliade Rădulescu, poeta rumeno († 1872)
- David Octavius Hill, fotografo e pittore scozzese († 1870)
- Friedrich Hohe, litografo e pittore tedesco († 1870)
- George Alexander Hoskins, avvocato e scrittore britannico († 1863)
- François Christophe Edmond Kellermann, diplomatico e politico francese († 1868)
- Ivan Krasnov, militare e scrittore russo († 1871)
- Adolphe Lenoir, chirurgo francese († 1860)
- Ernst Lützelberger, teologo tedesco († 1877)
- Luigi Marchetti, politico italiano
- Ambroży Mieroszewski, pittore polacco († 1884)
- Charles Nolcini, compositore e organista italiano († 1844)
- Fëdor Vasil'evič Orlov-Denisov, generale russo († 1865)
- Joseph C. Philpot, predicatore e teologo inglese († 1869)
- Angelo Piazza, politico italiano
- Carlo Pinchia, magistrato e politico italiano († 1875)
- Olga Stanislavovna Potocka, nobildonna russa († 1861)
- Stephen Randall Harris, politico statunitense († 1879)
- Francesco Regli, scrittore e giornalista italiano († 1866)
- Richard Thomas Lowe, scienziato, botanico e zoologo britannico († 1874)
- Thomas Richmond, pittore britannico († 1874)
- Charles de Livry, drammaturgo francese († 1867)
- Giovanni Santini, architetto italiano († 1868)
- Antonio Snider-Pellegrini, geografo francese († 1885)
- Lorenzo Suscipj, fotografo italiano († 1855)
- Michail Dmitrievič Teben'kov, militare, esploratore e oceanografo russo († 1872)
- Pietro Ercole Visconti, archeologo italiano († 1880)
- Penry Williams, artista gallese († 1885)
- Michele Zampaglione, magistrato e nobile italiano († 1887)
- Michelangelo Ziccardi, botanico, storico e medico italiano († 1845)
- Kamāmalu delle Hawaii, principessa statunitense († 1824)
- Eduard von Bauernfeld, drammaturgo tedesco († 1890)
- Grigorij Černecov, pittore russo († 1865)